# Grallaria occabambae
El tororoí de Urubamba (Grallaria occabambae) es una especie –o la subespecie Grallaria rufula occabambae, dependiendo de la clasificación considerada– de ave paseriforme de la familia Grallariidae, perteneciente al numeroso género Grallaria. Es endémico de los Andes del centro sur de Perú. Era tratado como una subespecie de Grallaria rufula hasta la propuesta de su separación en el año 2020.

## Distribución y hábitat
Se distribuye en la ladera oriental de los Andes del centro sur de Perú, en el extremo oriental del departamento de Junín, en la cordillera Vilcabamba, y en el departamento de Cuzco al este de los ríos Ene y Apurímac y entre los ríos Tambo al norte y Marcapata al sur; en altitudes entre 2450 y 3650 m.

## Sistemática

### Descripción original
La especie G. occabambae fue descrita por primera vez por el ornitólogo estadounidense Frank Michler Chapman en 1923 bajo el nombre científico de subespecie Oropezus rufula occabambae; la localidad tipo es: «valle de Occabamba, elevación: 9100 pies (c. 2775 m), región de Urubamba, Perú». El holotipo AMNH 166533, un macho, fue colectado el 2 de agosto de 1915, y se encuentra depositado en el Museo Americano de Historia Natural.

### Etimología
El nombre genérico femenino «Grallaria» deriva del latín moderno «grallarius»: que camina sobre zancos; zancudo; y el nombre de la especie «occabambae» se refiere a la localidade tipo, el valle del río Ocobamba.

### Taxonomía
Los trabajos de Isler et al. (2020) estudiaron las diversas poblaciones del complejo Grallaria rufula, que se distribuye por las selvas húmedas montanas andinas desde el norte de Colombia y adyacente Venezuela hasta el centro de Bolivia. Sus plumajes son generalmente uniformes variando del leonado al canela, y cambian sutilmente en la tonalidad y la saturación a lo largo de su distribución. En contraste, se encontraron diferencias substanciales en las vocalizaciones entre poblaciones geográficamente aisladas o parapátricas. Utilizando una amplia filogenia molecular, y con base en las diferencias diagnósticas en la vocalización, y en el plumaje donde pertinente, los autores identificaron dieciséis poblaciones diferentes al nivel de especies, siendo tres ya existentes (G. rufula, G. blakei y G. rufocinerea), siete previamente designadas como subespecies (una de ellas, la presente especie) y, notablemente, seis nuevas especies.

### Subespecies
En los mismos estudios en que se propone la elevación a especie de la presente, se describió una nueva subespecie, por lo que el presente taxón agrupa a dos subespecies:
- Grallaria occabambae occabambae (Chapman, 1923
- Grallaria occabambae marcapatensis M.L. Isler & Chesser, 2020 – departamento de Cuzco, al este del río Yanatili, y entre los ríos Tambo al norte y Marcapata al sur.